# 精索静脈瘤

静脈弁である。血液の逆流を防ぐ。精索静脈瘤ではこの弁が壊れる。

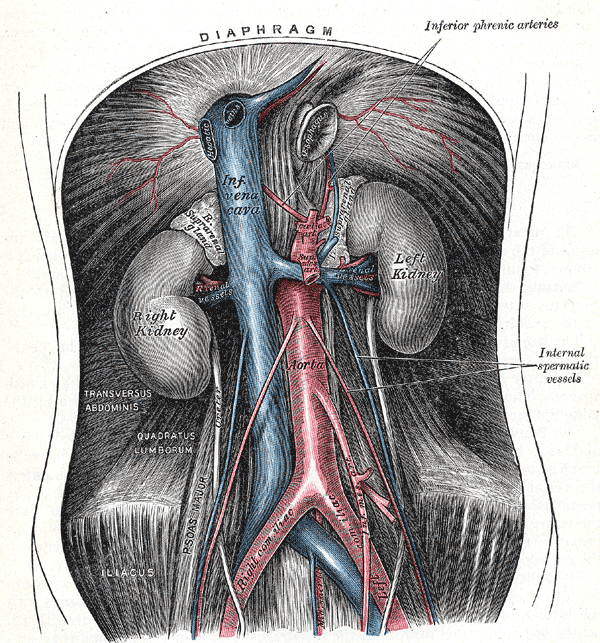
画像を見ても分かるように、右精索静脈は直接下大静脈に繋がっているが、左精索静脈は腎静脈を経て下大静脈に繋がっている。これが精索静脈瘤に深く関与している。

下大静脈は心臓に戻る血管で、直径が約3.5cmあり人間の血管の中では一番太い。

精索静脈瘤（せいさくじょうみゃくりゅう、英語 Varicocele）は、睾丸上部に流れる静脈の異常肥大のことを言う。

## 症状
一般男性の15%に精索静脈瘤が認められ、男性不妊症患者の40%以上に認められる。精索静脈瘤の98%は左側の陰嚢に発症する。
自覚症状としては陰嚢部の重圧感、不快感、鈍痛が発生し、陰嚢上部での蔓状静脈叢（つるじょう静脈そう）がミミズ腫れ・怒張・鬱血する。
精索静脈瘤ができると血流障害で腫れが発生し精索が圧迫され睾丸温度の上昇を引き起こし、精子を作る働きに悪影響をおよぼす（精巣は体温より2度ほど低い温度でよく機能する）と考えられているが、そのメカニズムについてはまだ完全には解明されていない。また持続性低酸素症になり精巣機能に障害を持つようになる。
精液所見の悪化やライディッヒ細胞（男性ホルモンつくる細胞）機能に関連し、この精巣機能の低下は進行して行くが、精索静脈瘤の手術を行えば精子を作る機能だけでなくライディッヒ細胞機能も改善する。

## 原因
精索静脈瘤は血管の弁の異常で引き起こされ、右精索静脈と左精索静脈の血管合流地点が違うのが大きく関係している。
右の睾丸は右精索静脈を経て直接下大静脈と繋がっているが、左の睾丸は左精索静脈を経て腎臓の腎静脈を介して下大静脈に繋がっている。
精索静脈瘤が発生する原因として、おもに以下の3つが挙げられる。
1. 通常の血管には血液の逆流を防止する「弁」がある。精索静脈内でこの弁の機能が低下しているために逆流が起きてしまうこと。
2. 左内精索静脈は左腎静脈に合流する。この左腎静脈が大動脈と上腸間膜動脈という血管に挟まれて血液が心臓に戻りきれずに逆流してしまう（クルミ割り器でクルミを割っているように見えることから、ナットクラッカー現象と呼ばれる：下図を参照）こと。
3. 左内精静脈が、左腎静脈にほぼ直角に合流していること。

## 検査
精索静脈瘤は簡単な検査で発見できる。一般的にエコーで陰嚢の状態を確認した上で、医師が手で睾丸を触って診断が行われる。
静脈瘤の程度は以下の3段階に分類される。。
| グレード  | 状態                                                |
| --------- | --------------------------------------------------- |
| グレード3 | 視診で静脈瘤を確認できる。                          |
| グレード2 | 立位（患者が立った状態）で触り、確認できる。        |
| グレード1 | 立位腹圧負荷(Valsalva maneuver)で触り、確認できる。 |

次に精液を採取し精子数チェックや精子運動量などを調べ、精子に異常がないかを検査される。
精索静脈瘤が発見された場合、手術をするしないに関わらず定期的な診察が必要になる場合が多い。
なぜなら精索静脈瘤は進行性の病気であるため放置すれば年々静脈瘤が肥大し悪化するためである。

## 治療
精索静脈瘤の治療は必ずしも必要ではない。不妊に悩んでいる者や、痛みがある場合は治療を行う。治療を行う際は手術によるものが一般的であるが、軽度（グレード1～2）の精索静脈瘤の場合、漢方薬（桂枝茯苓丸、桃核承気湯）やサプリメント（コエンザイムQ10等）を服用することにより精液所見が改善することがある。

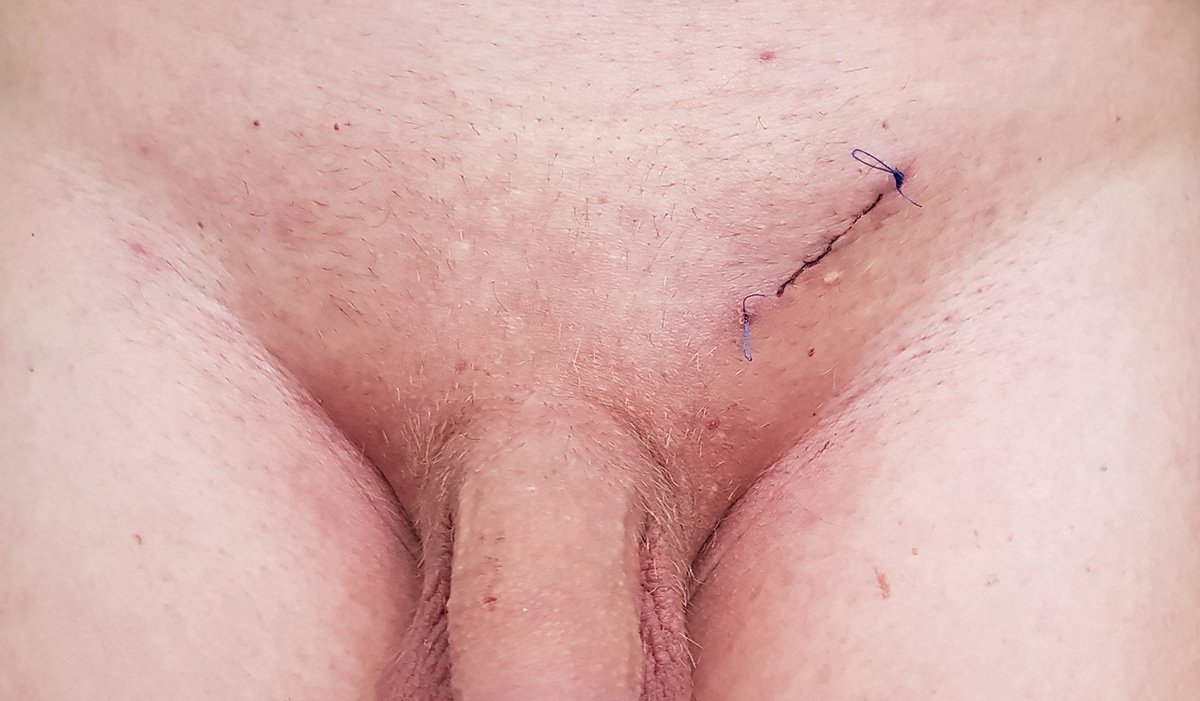
顕微手術による精索静脈瘤摘出術後

手術は男性不妊症の最も外科的に治療可能な原因として認められ、男性不妊症に対して最も一般的に行われている治療である。精索静脈瘤は陰嚢の病気であるため、陰嚢の切開を伴う手術であると勘違いされるが、実際は、ヘソ下の腹部かソケイ部を開いて血管を塞ぐ手術が行われる。そのため直接精巣部分の切開するような事はない。
一般的に下記の4つの手術法で行われる。以前は高位結紮術が主流であったが、現在はより高度で患者の体に負担が少ない顕微鏡低位結紮術が行われる傾向にある。
| 手術方法         | 麻酔方法・入院の有無・特徴                                                                                | 精巣動脈を残すことができるか         | 合併症の精巣水瘤発生率 | 再発率   | 重篤な合併症の可能性 |
| ---------------- | --- | ------------------------------------ | ---------------------- | -------- | -------------------- |
| 高位結紮術       | 全身麻酔が必要。三泊程度の入院が必要になる。傷口も大きくなる。保険診療が受けられる。                      | バイパス動脈があるので残す必要はない | 7-8%                   | 15－25%  | なし                 |
| 顕微鏡低位結紮術 | 局所麻酔。傷口3cm以下。日帰り手術可能。顕微鏡を使うため高度なテクニックが必要。                           | 動脈を残す                           | 0-1%                   | 1%       | なし                 |
| 腹腔鏡下結紮術   | 全身麻酔。1cm強の傷口を三ヶ所開ける。ヘソ下の高位を切開する。保険診療が受けられる。                       | 動脈を残す                           | 3-12%                  | 4－15%   | 可能性がある         |
| 経皮的塞栓術     | 局所麻酔。ソケイ部の皮膚からカテーテルの管を挿入する。4つの手術法で一番小さな傷口で済む。日帰り手術可能。 | 動脈を残す                           | 不明                   | やや高い | なし                 |

東邦大学病院のデータでは、手術により約70%で精液所見が改善し、自然妊娠率は24%～53%となっている。睾丸で精子が作られるのに数ヶ月かかるため、手術を受けてから精液所見の改善がみられるまで約半年かかる。